# 聂洪钧
聂洪钧（1907年11月25日—1966年8月12日），男，湖北咸宁人，中华人民共和国政治人物。第三届全国政协委员、第四届全国政协常委。

## 生平
聂洪钧于1922年考入湖北省立甲种工业学堂。1925年7月加入中国共产主义青年团，不久被选送到第四届广州农民运动讲习所学习。同年10月经彭湃、罗严介绍转为中国共产党。毕业后返回湖北，曾任中共湖北省委农委秘书长兼组织部长、鄂南特派员。1927年前往莫斯科中山大学留学。回国后，先后担任过中共江苏省农委秘书、中央宣传部审查科长、鄂北特委书记、京汉特委书记、闽浙赣省委组织部长、闽浙赣军区政委、红七军团政委等职。1934年红十军团成立后出任十九师政委。同年皖南特委成立，聂洪钧调任皖南特委书记。次年前往上海中央局工作。 
中央红军到达陕北后，张闻天主持为刘志丹等平反举行的党的活动分子会议，宣读了《中共西北中央局党务委员会关于戴季英、聂洪钧二同志在陕甘区域肃反工作中所犯错误的决议》：“这种错误的主要责任，应该由当时主持全部肃反工作的戴季英(当时的保卫局长)及在前方主持肃反工作的聂洪钧当时的军委主席)二同志负责之。戴季英同志在保卫局工作上还犯了许多严重错误,本应受到党的最严重处分,因估计到他长期参加国内战争，为党工作很久，特决议从轻给予他以最后警告，对聂洪钧同志给以严重警告。”
1935年1月，到中共上海临时中央执行局请示工作，3月在中共上海临时中央执行局任代理组织部长兼组织部秘书长，兼管北方地区的地下交通工作。1935年6月到天津参加重建中共中央北方局。1935年9月中共上海临时中央执行局派驻陕北苏区代表，任陕甘晋省革命军事委员会主席，陕甘晋省委常委，参加了劳山战役、榆林桥战役。中共中央长征到达陕北后成立了西北革命军事委员会（即中央军委），任军委委员、军委副参谋长、军委后方办事处副主任。1936年春任中共中央白区工作部干事。
1942年底，在延安召开西北高干会议，全面否定了1935年所作的陕北肃反“必要性”的结论，重新定性陕北肃反为“左”倾机会主义路线恶性发展的产物，作出了《中央关于一九三五年陕北(包括陕甘边及陕北)‘肃反’问题重新审查的决定》，在四项决定中的第二项中：“重申对戴季英、聂洪钧两同志的原处分仍然有效”。经中共中央正式批准，中共中央监察委员会于1960年4月通过了《关于郭洪涛同志几个历史问题的审查意见》，指出陕北肃反事件“应当由当时中央代表派驻陕北代表团书记朱理治等同志负政治上的主要责任，直接负责的是陕北保卫局长戴季英、陕北军委会主席聂洪钧”。
第二次国共内战时期，历任中共长江区委书记、鄂东区党委代理书记兼中原军区鄂东军分区政委。1946年到北平军调处执行部，任执行处副处长。1946年8月任东北局财经办事处处长。1947年1月初调任绥芬河办事处主任对苏联做粮食和物资贸易工作，很快在中苏边境建立了东兴贸易公司。几个月后任东北行政委员会粮食总局局长。1949年5月任湖北省人民政府第一副主席、省委常委。
中华人民共和国成立后，聂洪钧历任湖北省财政厅厅长、湖北省人民政府常务副主席、1953年1月任中南财经委员会副主任兼粮食局局长。中央粮食部副部长、党组副书记等职。
1966年8月12日因病在北京病逝，享年61岁。

## 家人
夫人：宋琏